# Sphyrapicus thyroideus
Sphyrapicus thyroideus là một loài chim trong họ Picidae.